# Lo Codony
Lo Codony és una muntanya de 690 metres que es troba al municipi de les Piles, a la comarca de la Conca de Barberà.
Al cim podem trobar-hi un vèrtex geodèsic (referència 269119001).